# Martin Hanz
Martin Hanz (* 30. April 1955 in Montabaur) ist ein deutscher Diplomat. Er war zuletzt von Juli 2017 bis Mitte 2020 Botschafter und Ständiger Vertreter der Bundesrepublik Deutschland bei der OECD in Paris. Zuvor war er von 2009 bis 2011 Botschafter in Estland und von 2014 bis 2016 Stellvertreter des Botschafters an der deutschen Botschaft in New Delhi/Indien.

## Biografie
Nach dem Abitur 1973 und der Ableistung seines Grundwehrdienstes bei der Bundeswehr studierte er zwischen 1975 und 1979 Rechtswissenschaften und legte 1979 sein Erstes Juristisches Staatsexamen ab. Nach seinem von 1980 bis 1983 dauernden Juristischen Vorbereitungsdienst erfolgte 1983 das Zweite Juristische Staatsexamen. 1984 wurde er zum Dr. jur. promoviert.
1983 trat er in den Diplomatischen Dienst ein und fand nach Beendigung der Attachéausbildung 1985 zunächst Verwendung in der Zentrale des Auswärtigen Amtes und anschließend von 1986 bis 1989 an der Botschaft in Japan. Nach einer anschließenden Tätigkeit im Bundeskanzleramt in Bonn war er von 1993 bis 1995 an der Ständigen Vertretung bei der Europäischen Union (EU) in Brüssel tätig.
Im Rahmen von Beurlaubungen erfolgte anschließend eine Verwendung im Kabinett des Präsidenten der Europäischen Kommission Jacques Santer sowie von 1999 bis 2001 als Stellvertretender Kabinettschef der Präsidentin des Europäischen Parlamentes Nicole Fontaine.
Danach wurde er Referatsleiter im Auswärtigen Amt in Berlin sowie zwischen 2006 und 2009 Leiter der Politischen Abteilung der Ständigen Vertretung bei den Vereinten Nationen in New York City.
Von 2009 bis 2011 war Martin Hanz Botschafter der Bundesrepublik Deutschland in Estland. Von 2011 bis 2014 war er Inspekteur in der Zentrale des Auswärtigen Amts in Berlin, ging dann 2014 als Stellvertreter des deutschen Botschafters nach Indien. Von Juli 2017 bis Mitte 2020 war er Botschafter und Ständiger Vertreter der Bundesrepublik Deutschland bei der OECD in Paris.